# Romy Müller
Romy Müller (geboren als Romy Schneider; Lübbenau, 26 juli 1958), is een voormalige Duitse sprintster, die was gespecialiseerd op de 100 m en de 200 m. Haar grootste prestaties leverde ze echter bij het estafettelopen. Ze won olympisch goud en liep zesmaal een wereldrecord (vijfmaal 4 x 100 m en eenmaal 4 x 200 m). Haar tijd van 41,60 op de 4 x 100 m estafette is nog altijd geldig als olympisch record en met 1.28,15 heeft ze sinds 1980 het Europees record op de 4 x 200 m estafette in handen.
Op de Olympische Spelen van 1980 in Moskou won ze voor Oost-Duitsland met haar teamgenoten Bärbel Wöckel, Ingrid Auerswald en Marlies Göhr een gouden medaille op de 4 x 100 m estafette. Hun tijd van 41,60 was goed voor een nieuw wereldrecord. Deze tijd is nog altijd geldig als olympisch record. Individueel werd ze vijfde op de 100 m en vierde op de 200 m.
Romy Müller kreeg twee kinderen: Christian (1981) en Tina (1985). Hierna maakte ze geen comeback meer en werd verpleegster in een Unfallkrankenhaus Berlin-Marzahn. Ze was aangesloten bij SC Dynamo Berlin waar ze werd getraind door Inge Utecht.

## Titels
- Olympische kampioen 4 x 100 m estafette - 1980

## Wereldrecords
| Afstand             | Tijd (s) | Datum      | Plaats   |
| ------------------- | -------- | ---------- | -------- |
| 4 x 100 m estafette | 42,10    | 10.06.1979 | Chemnitz |
| 4 x 100 m estafette | 42,09    | 09.07.1980 | Berlijn  |
| 4 x 100 m estafette | 42,09    | 04.08.1979 | Turijn   |
| 4 x 100 m estafette | 41,85    | 13.07.1980 | Potsdam  |
| 4 x 100 m estafette | 41,60    | 01.08.1980 | Moskou   |
| 4 x 200 m estafette | 1.28,15  | 09.08.1980 | Jena     |

## Persoonlijke records
| Onderdeel | Prestatie | Datum       | Plaats  |
| --------- | --------- | ----------- | ------- |
| 100 m     | 11,02 s   | 24 mei 1980 | Dresden |

## Palmares

### 100 m
- 1980: 5e Olympische Spelen van Moskou - 11,16 s

### 200 m
- 1980: 4e Olympische Spelen van Moskou - 22,47 s

### 4 x 100 m estafette
- 1977:  Europacup in Helsinki - 42,62 s
- 1977:  Wereldbeker in Düsseldorf - 42,51 s
- 1979:  Europacup in Turijn - 42,09 s (WR)
- 1979:  Wereldbeker in Montréal - 42,32 s
- 1980:  OS - 41,60 s (WR)

1928: Rosenfeld, Smith, Bell, Cook ·
1932: Carew, Furtsch, Rogers, Von Bremen ·
1936: Bland, Rogers, Robinson, Stephens ·
1948: Stad-de Jong, Witziers-Timmer, van der Kade-Koudijs, Blankers-Koen ·
1952: Faggs, Jones, Moreau, Hardy ·
1956: Strickland, Croker, Mellor, Cuthbert ·
1960: Hudson, Williams, Jones, Rudolph ·
1964: Ciepły, Kirszenstein, Górecka, Kłobukowska ·
1968: Ferrell, Bailes, Netter, Tyus ·
1972: Krause, Mickler-Becker, Richter, Rosendahl ·
1976: Oelsner, Stecher, Bodendorf, Eckert ·
1980: Müller, Wöckel, Auerswald, Göhr ·
1984: Brown, Bolden, Cheeseborough, Ashford ·
1988: Brown, Echols, Griffith-Joyner, Ashford ·
1992: Ashford, Jones, Guidry, Torrence ·
1996: Devers, Miller, Gaines, Torrence ·
2000: Fynes, Sturrup, Davis, Ferguson ·
2004: Lawrence, Simpson, Bailey, Campbell ·
2008: Borlée, Mariën, Ouédraogo, Gevaert ·
2012: Madison, Felix, Knight, Jeter ·
2016: Madison, Felix, Gardner, Bowie ·
2020: Williams, Thompson-Herah, Fraser-Pryce, Jackson ·
2024: Jefferson, Terry, Thomas, Richardson